# Chopin (krater)
För andra betydelser, se Chopin (olika betydelser).
Chopin är en nedslagskrater på planeten Merkurius. Chopin är ungefär 131 kilometer i diameter.
1976 namngavs den efter den polske kompositören Frédéric Chopin.